# Džeginsice
Džeginsice su helanke koje od farmerki preuzimaju osobine kao što su boja, dezen i obojeni šavovi, pa su tako i dobile naziv (eng. leggings + jeans = jeggings). U govoru se koriste i izrazi džeginke (po uzoru na helanke, farmerke) i teksas-helanke. Nastale su sredinom dvehiljaditih sa ponovnim usponom uskih farmerki kada je povećana potražnja za još tesnijim modelima pantalona.
Prema materijalu od koga su sašivene džeginsice se dele na:
1. helanke od elastičnog materijala sa dezenom koji imitira teksas na kome su ponekad nacrtani džepovi i patent-zatvarači
2. pravi hibrid posebnog elastičnog teksasa i spandeksa, sličniji tesnim farmerkama

## Modni trend
Džeginsice su ušle u modni svet 2009. godine. Uprkos kritikama modnih stilista brzo su ih prihvatile poznate ličnosti, a zatim i potrošači. Zbog elastina su mnogo udobnije za svakodnevno nošenje od tesnih farmerki, lako se kombinuju i prave se u svim nijansama teksasa, od svetlih i ispranih do sivih i crnih. Prema poslovnim izveštajima bile su jedan od najprodavanijih modnih artikala 2010. godine.